# Битва при Эль-Куте (2003)
Битва при Эль-Куте (3 — 4 апреля 2003 года) — вооружённое противостояние во время американского вторжения в Ирак около города Эль-Кут между американскими и иракскими войсками.
Перед вторжением 2003 года в Эль-Куте располагались аэродром и, как заявлялось американской стороной, завод по производству химического оружия, что делало его важным объектом во время кампании. Кроме того, Кут лежал на пути планируемого коалицией продвижения к Багдаду.
3 апреля 2003 года 1-я дивизия морской пехоты достигла предместий Кута и транслировала ультиматум иракским солдатам с требованием сдаться к 19:00. Ответа на ультиматум не последовало, и по его истечении американцы начали атаку на город.
Американские военные подразделения вошли в Кут, встречая небольшое сопротивление, пока не оказались в 1000 ярдов от иракских позиций. В этот момент иракские солдаты и нерегулярные части открыли огонь из стрелкового оружия и гранатомётов. Опасаясь масштабных городских боев, американцы остались на окраине города, отвечая огнём и вызвав авиаподдержку. Многочисленные авиаудары, в том числе силами бомбардировщиков B-52, обрушились на иракские позиции. В ходе бомбардировки были уничтожены иракские танки Т-62, БМП и другие транспортные средства.
На земле американские солдаты были на время остановлены обстрелом из бункера, где сконцентрировалась иракская пехота. Американцы ответили танковыми залпами и огнём крупнокалиберных пулемётов М2, и после четырёх часов боя защитники бункера были убиты, ранены или захвачены в плен. Один американский солдат, капрал Марк Ивнин, во время боя был смертельно ранен пулемётной очередью.
В последней попытке отбить атаку иракские солдаты попытались остановить американские танки огнём стрелкового оружия и пулеметов, но были рассеяны танковой атакой, и 1-я дивизия морской пехоты укрепилась в Куте. После захвата города и мостов, Кут перешел под контроль США. Несколько федаинов ещё отбивались в изолированных бункерах, но они уже не мешали американским войскам продвигаться на Багдад.
Американские потери во время боя, согласно официальным данным, составили всего 1 погибшего, около десятка раненых и уничтоженный военный грузовик. Иракские потери неясны, но были описаны как «тяжёлые» и включившие, по крайней мере, 150—250 убитых и около тысячи раненых.